# Tenebroides sub-virescens
Tenebroides sub-virescens là một loài bọ cánh cứng trong họ Trogossitidae. Loài này được Léveillé miêu tả khoa học năm 1889.